# كمشيش
كمشيش إحدى قرى مركز تلا التابع لمحافظة المنوفية بجمهورية مصر العربية، وقد شهدت القرية انتفاضة ضد إقطاعيي القرية عام 1966، بعد مقتل صلاح الدين حسين قائد ثورة فلاحي القرية على ظلم الإقطاعيين.

## التاريخ
قرية كمشيش من القرى القديمة، حيث وردت باسم «كوم سيس» في أعمال المنوفية ضمن قرى الروك الناصري التي أحصاها ابن الجيعان في كتاب «التحفة السنية بأسماء البلاد المصرية». وفي العصر العثماني وردت باسم «كومشيش» في التربيع العثماني الذي أجراه الوالي العثماني سليمان باشا الخادم في عصر السلطان العثماني سليمان القانوني ضمن قرى ولاية المنوفية، وفي تاريخ 1228هـ/1813م الذي عدّ قرى مصر بعد المسح الذي قام به محمد علي باشا باسم «كمشيش» ضمن قرى مديرية المنوفية.

## السكان
بلغ عدد سكان كمشيش 15,278 نسمة، حسب الإحصاء الرسمي لعام 2006.